# De fil en aiguille

De fil en aiguille est un téléfilm français diffusé le 20 novembre 1960 sur la RTF,.
Le film est adapté d'une nouvelle de René Clair, qui parut dans le journal Combat avant d'être éditée chez Grasset en 1951.
Il devait être diffusé à la télévision initialement le 15 octobre. Il fut toutefois décalé à une date ultérieure, car la RTF considérait que le téléfilm était trop scabreux — d'où l'indication « Réservé aux adultes » sur l'affiche — pour un samedi. L'organisme considérait que le samedi soir était dédié à la famille et le dimanche soir pour les adultes, car les enfants allaient à l'école le lundi matin,. 

## Synopsis
Un détective privé, Claude, est engagé par M. Van Dam. Ce dernier, jaloux, souhaite que le détective suive les faits et gestes de sa maîtresse, Mme T. Toutefois, l'amante bouleversera le détective dans ses sentiments.

## Fiche technique
- Titre : De fil en aiguille
- Réalisation : Lazare Iglesis
- Scénario : Jérôme Géronimi, André Gillois - adapté d'après une nouvelle de René Clair
- Dialogues : Jérôme Génronimi, André Gillois
- Photographie : Georges Leclerc
- Musique : Maurice Jarre
- Pays :  France
- Genre : Téléfilm, Comédie
- Format : Noir et blanc - Son mono
- Durée : ?
- Classification  Réservé aux adultes (à sa sortie en 1960)
- Date de sortie : 20 novembre 1960

## Distribution
- Gérard Séty : Claude le détective privé
- Philippe Noiret : M. Van Dam
- Micheline Gary : Mme T.
- Jean-Pierre Kerien : M. T.
- Marco Villa : le directeur d'agence
- Simone Barillier : la femme de chambre
- Christian Marin : le second détective privé
- Michel Ferrand : le portier du palace
- Serge Bossac : le réceptionniste du palace